# Mount Vernon, Texas

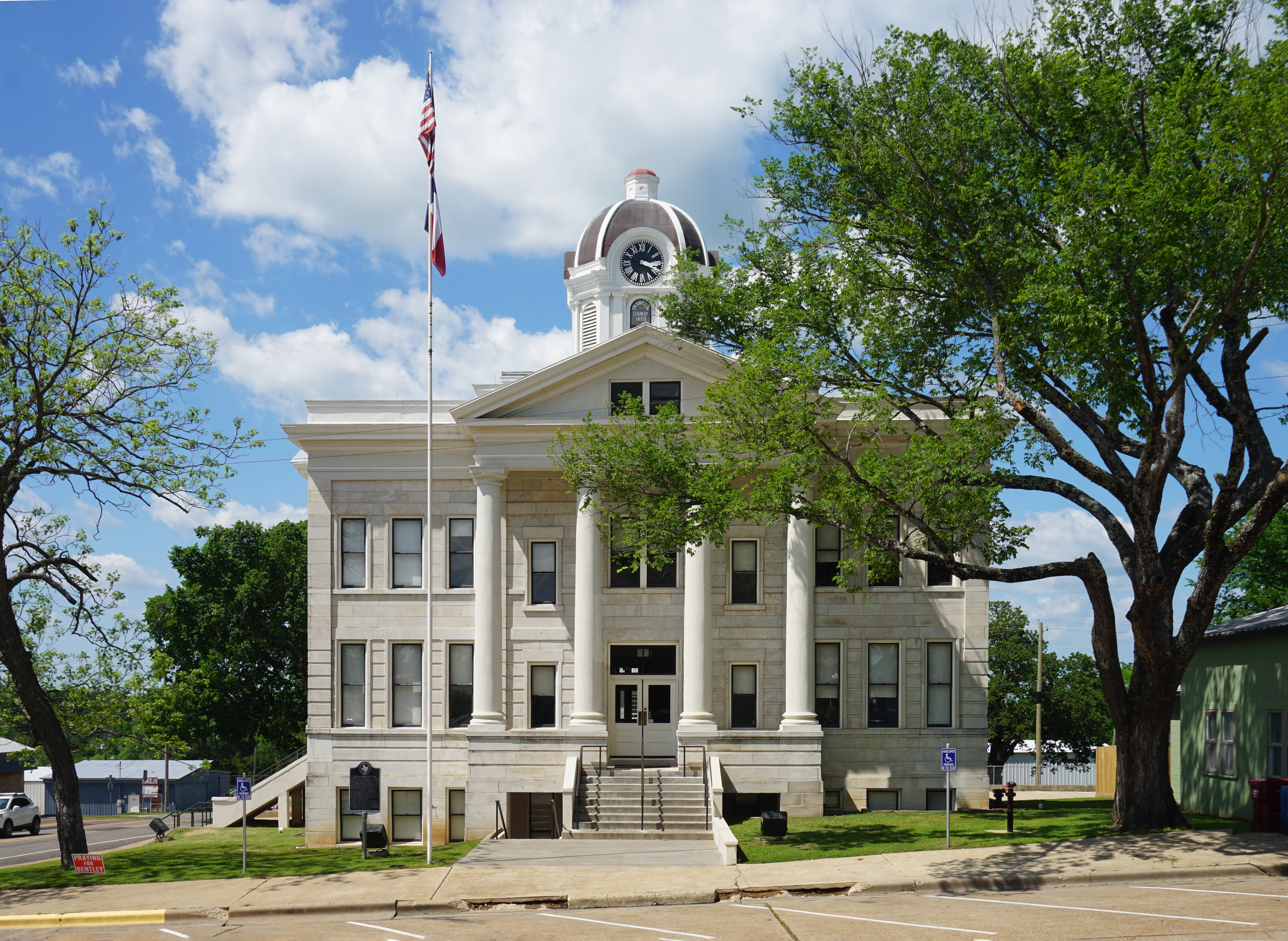
Mount Vernons Rättshus

Mount Vernon är en ort i Franklin County i den amerikanska delstaten Texas med en yta av 9,6 km² och en folkmängd som uppgår till 2 286 invånare (2000). Mount Vernon är administrativ huvudort i Franklin County. Orten hette först Keith. År 1850 döptes Keith om till Lone Star men blev så småningom bättre känd som Mount Vernon. Det officiella namnbytet till Mount Vernon skedde i september 1875.